# Amegilla godofredi
Amegilla godofredi là một loài Hymenoptera trong họ Apidae. Loài này được Sichel mô tả khoa học năm 1869.